# Tschigat
Tschigat är en bergstopp i Österrike.   Den ligger i förbundslandet Tyrolen, i den västra delen av landet, 400 km väster om huvudstaden Wien. Toppen på Tschigat är 2 998 meter över havet, eller 195 meter över den omgivande terrängen. Bredden vid basen är 0,70 km.
Terrängen runt Tschigat är huvudsakligen mycket bergig. Runt Tschigat är det tätbefolkat, med 442 invånare per kvadratkilometer.. Närmaste större samhälle är Obergurgl, 16,6 km norr om Tschigat. 
I omgivningarna runt Tschigat växer i huvudsak blandskog.